# NBA Live 2002
NBA Live 2002 é um jogo eletrônico parte da série de jogos NBA Live que foi desenvolvido pela EA Sports e publicado pela Electronic Arts e lançado em 23 de novembro de 2001.